# George August van Mecklenburg-Strelitz

Hertog George van Mecklenburg-Strelitz

George August van Mecklenburg-Strelitz (Neustrelitz, 11 januari 1824 - Sint-Petersburg, 20 juni 1876) was een hertog van Mecklenburg-Strelitz.
Hij was het jongste kind van George van Mecklenburg-Strelitz en Marie van Hessen-Kassel. Zelf trad hij op 8 februari 1851 in het huwelijk met Catharina Michajlovna van Rusland, een dochter van grootvorst Michaël Pavlovitsj en grootvorstin Elena Palovna. Het paar kreeg de volgende kinderen:
- Nicolaas (*/† 1854)
- Helene (1857-1936), trouwde met Albert van Saksen-Altenburg
- George Alexander van Mecklenburg-Strelitz (1859-1909), keizerlijk Russische generaal-majoor; hij trouwde in 1890 morganatisch met de adellijk-Russische Natalie Wonljarski (1858-1921) die in haar huwelijksjaar met haar kinderen werd verheven in de Mecklenburg-Strelitzse gravenstand onder de naam von Carlow; hun jongste zoon Georg (1899-1963) werd in 1928 geadopteerd door de wettige troonopvolger in Strelitz: diens oom Carl Michael Herzog zu Mecklenburg (1863-1934) waardoor deze naast Graf v. Carlow tevens Herzog zu Mecklenburg werd
- Karel Michael van Mecklenburg-Strelitz (1863-1934), gaf in 1918 zijn - inmiddels theoretische - rechten op de erfopvolging op.

Door zijn huwelijk kreeg George August een carrière in het tsaristische leger, waarin hij de rang van generaal bereikte.